# William Simpson

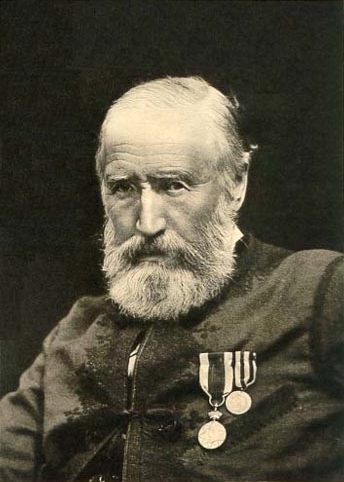
William Simpson

William Simpson (Glasgow, 1823 - 1899) foi um artista e um dos precursores do fotojornalismo que desenhou cenas da guerra para a imprensa britânica, particularmente da Guerra da Crimeia (1853 - 1856) para e Illustrated London News. Também fez ilustrações do Marajás de Caxemira.

## Carreira
Simpson chegou à península da Criméia em 15 de novembro de 1854 e ouviu disparos distantes. Embora tenha perdido as primeiras batalhas, ele conseguiu registrar os eventos antes da queda de Sebastopol. No final da década de 1850, ele foi enviado à Índia para esboçar cenas relacionadas à recente Revolta Sepoy. Em 1870, ele foi para a França para esboçar a Guerra Franco-Prussiana e a Comuna, em 25 de julho de 1870, Simpson partiu para o front indo de Nancy para Metz. Em 15 de outubro de 1878, Simpson deixou Londres a caminho do Afeganistão para fornecer ilustrações da guerra afegã que estourou. Viajando via Lahore e Peshawar, ele passou pelo Passo Khyber e testemunhou o 'primeiro tiro' disparado na Batalha de Ali Masjid.

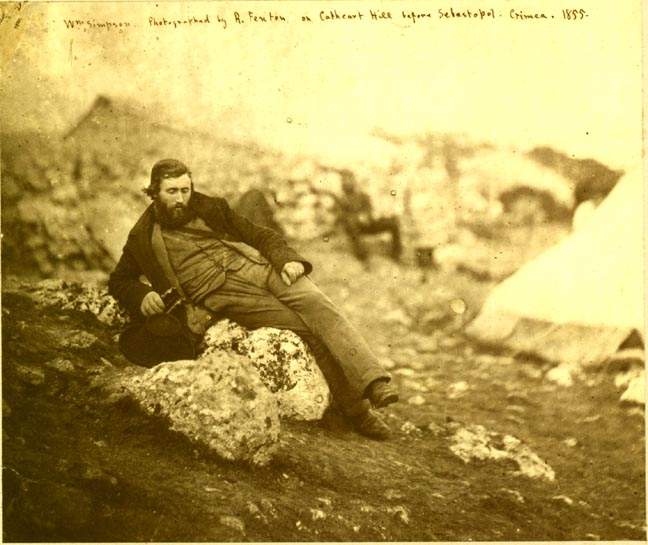
Colina Cathecart antes de Sebastopol. Crimeia. 1855

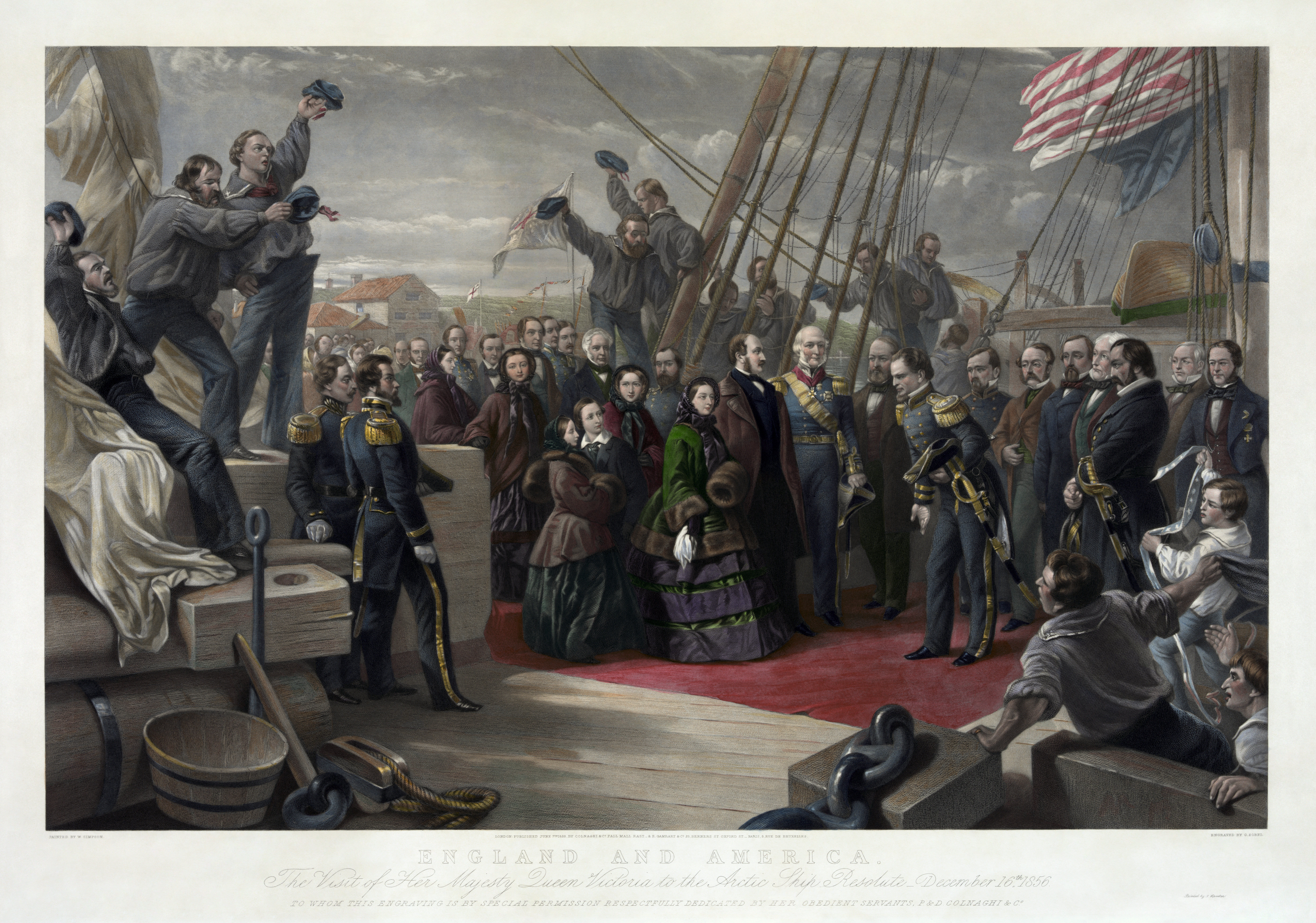
Outra de suas obras para os Colnaghis, mostrando a Rainha Victoria, a quem a imagem é dedicada, visitando o HMS Resolute

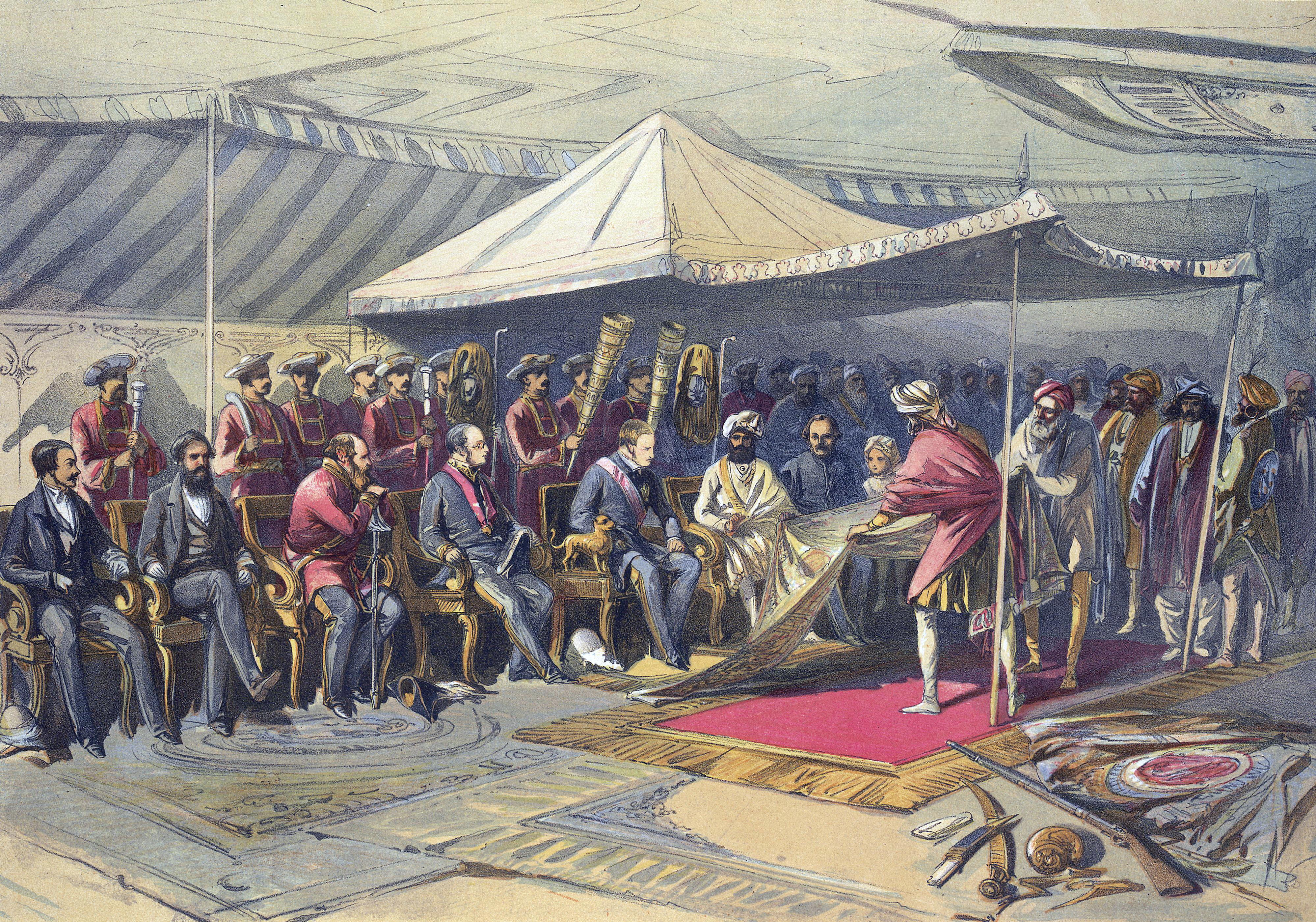
Visita de retorno do vice-rei ao marajá de Cashmere

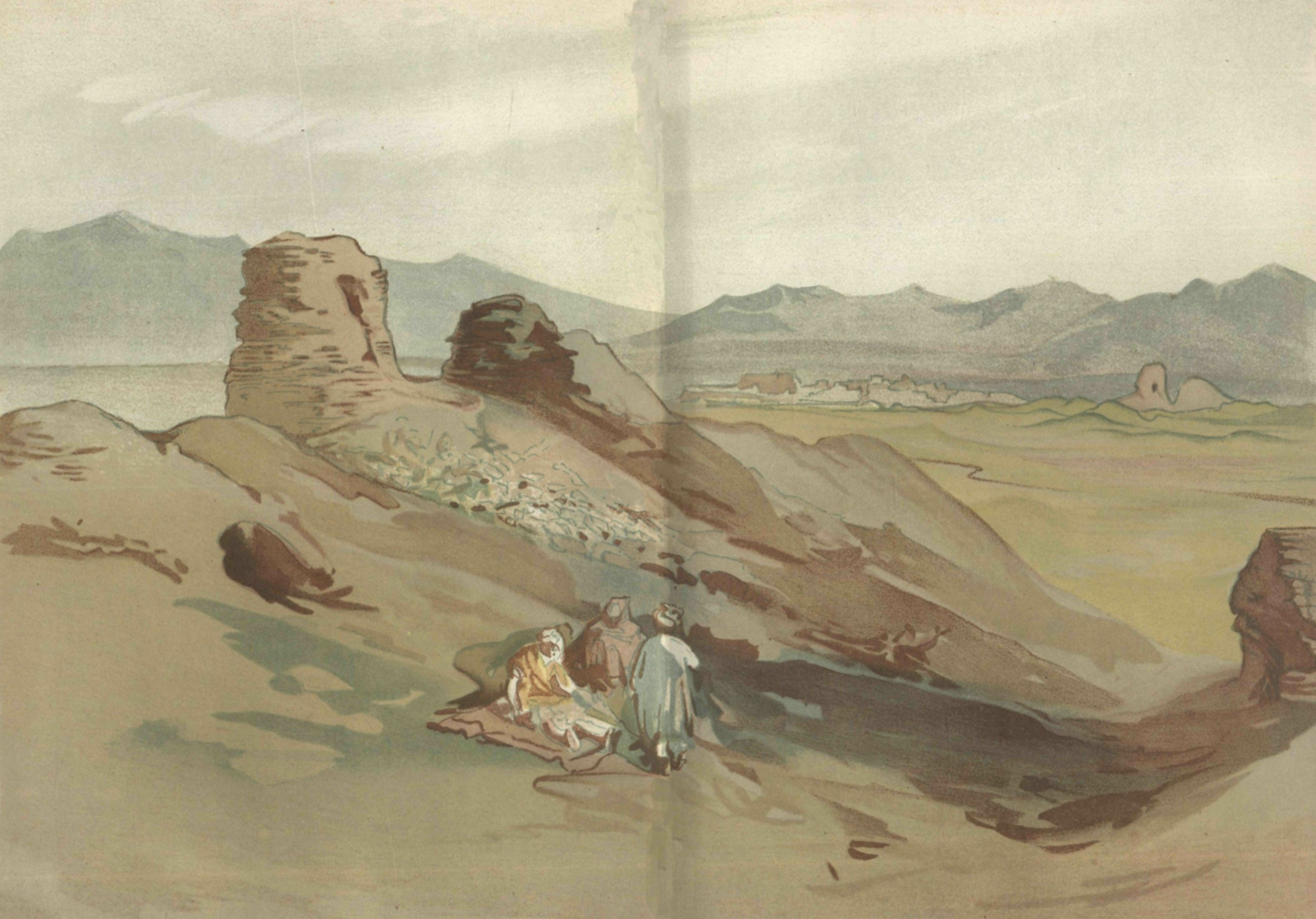
Stupas budistas em Hadda, por William Simpson em 1881

## Publicações (livros)
- Brackenbury, G. & Simpson, W (1855). The campaign in the Crimea: an historical sketch (Londres: P. e D. Colnaghi).
- Simpson, William (1867). India ancient and modern: a series of illustrations of the country and the people of India and adjacent territories; executed in chromo-lithography from drawings by William Simpson; with descriptive literature by John William Kaye. Londres: Day and Son.
- Simpson, William (1874). Meeting the Sun: a Journey all round the World through Egypt, China, Japan and California, including an account of the marriage ceremonies of the emperor of China. (Londres: Longmans, Green, Reader, e Dyer).
- Simpson, William (1876). Picturesque people: being groups from all quarters of the globe. Londres: W. M. Thompson.
- Simpson, William (1896). The Buddhist Praying Wheel (Londres: Macmillan).
- Simpson, William (1899). The Jonah Legend. (Londres: Grant Richards).
- Simpson, William (1899). Glasgow in the Forties (ed. A.H. Miller). Morison Brothers.
- Simpson, William (1902). The seat of war in the East, from eighty-one drawings made during the war in the Crimea (Londres, Day & Son etc.).
- Simpson, William (ed. G. Eyre-Todd, 1903). The Autobiography of William Simpson (Londres, T. F. Unwin).

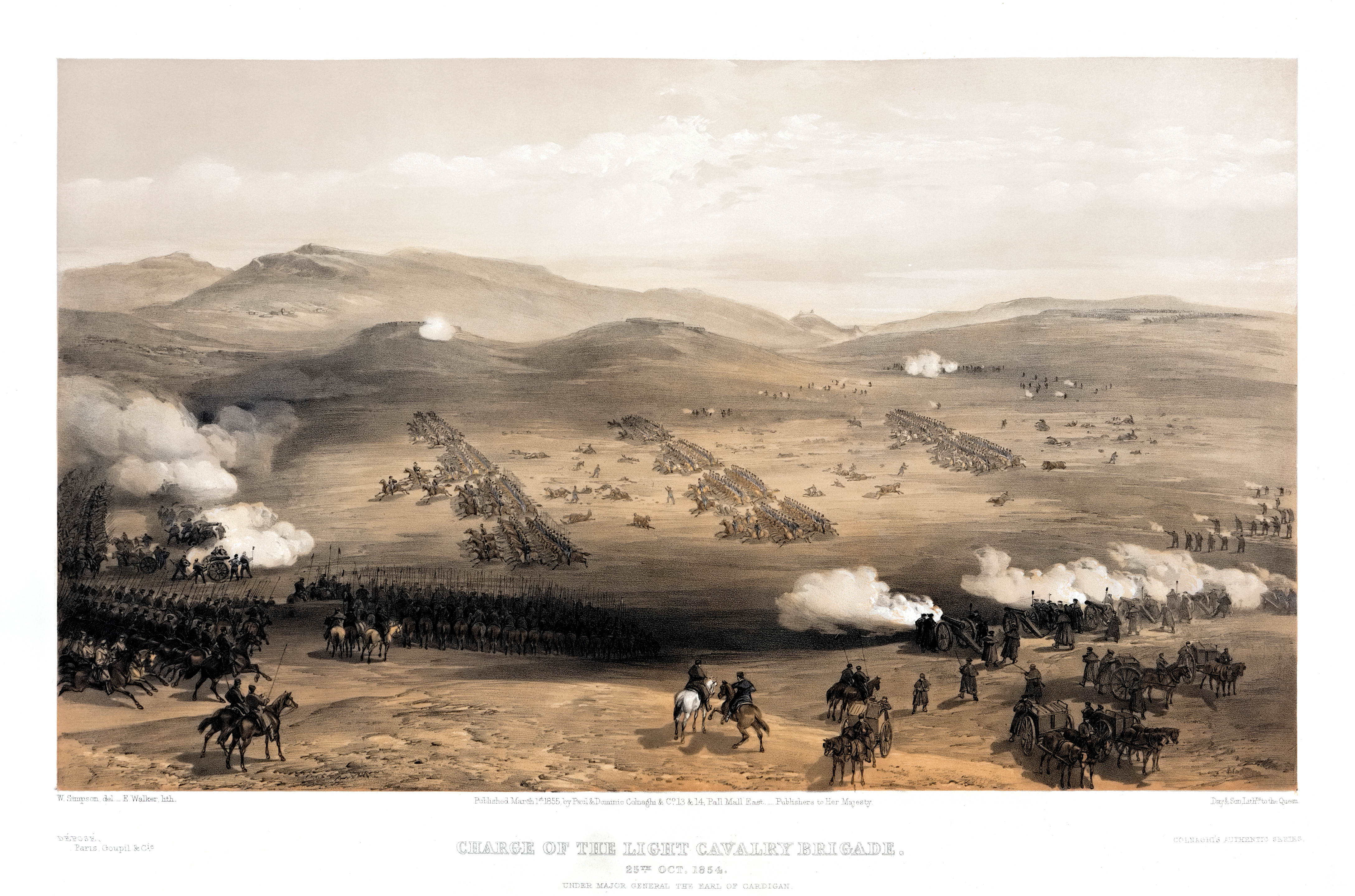
The Charge of the Light Brigade at Balaklava, da Batalha de Balaclava, por William Simpson (1855)

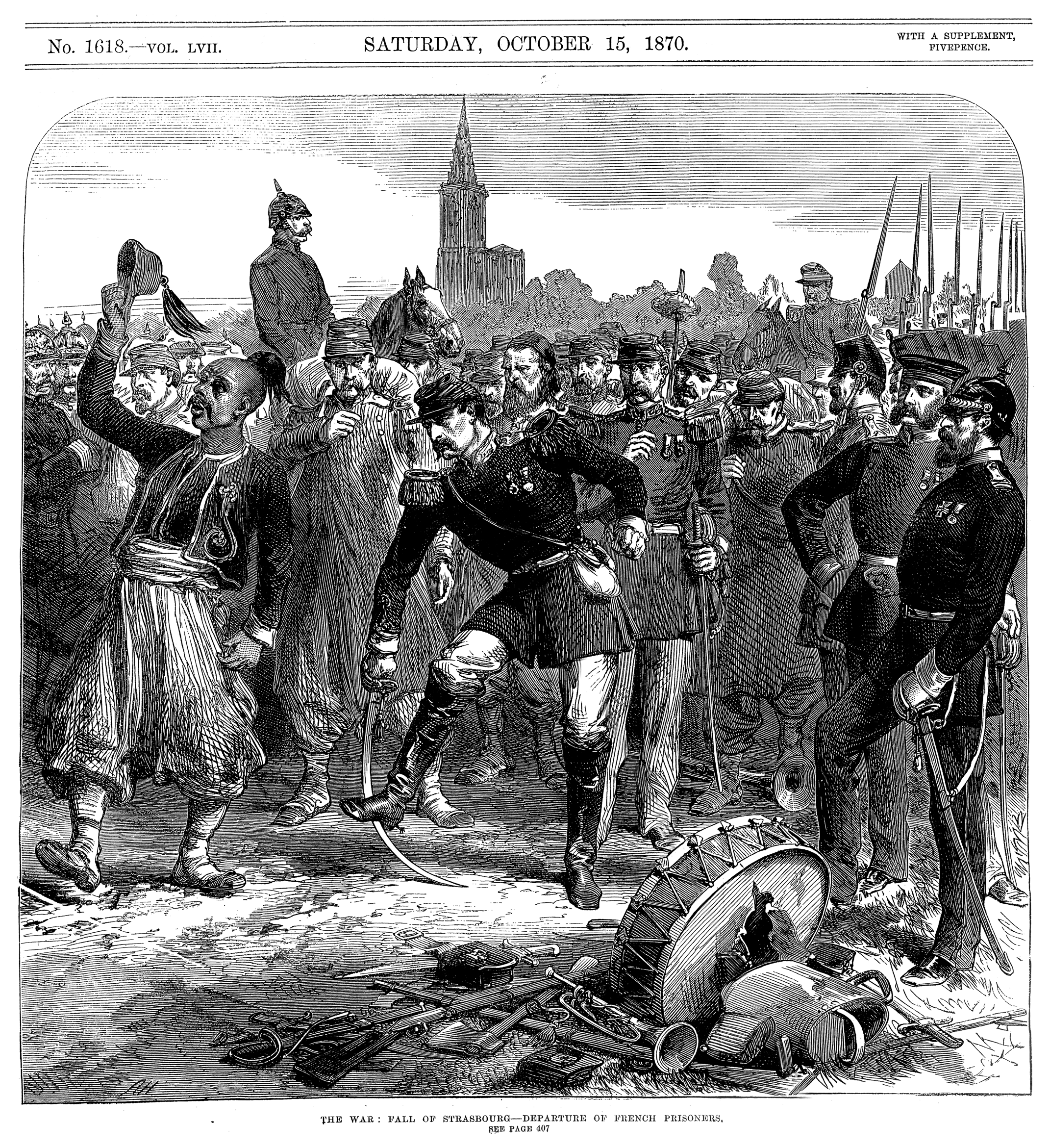
Cerco de Estrasburgo, 1870

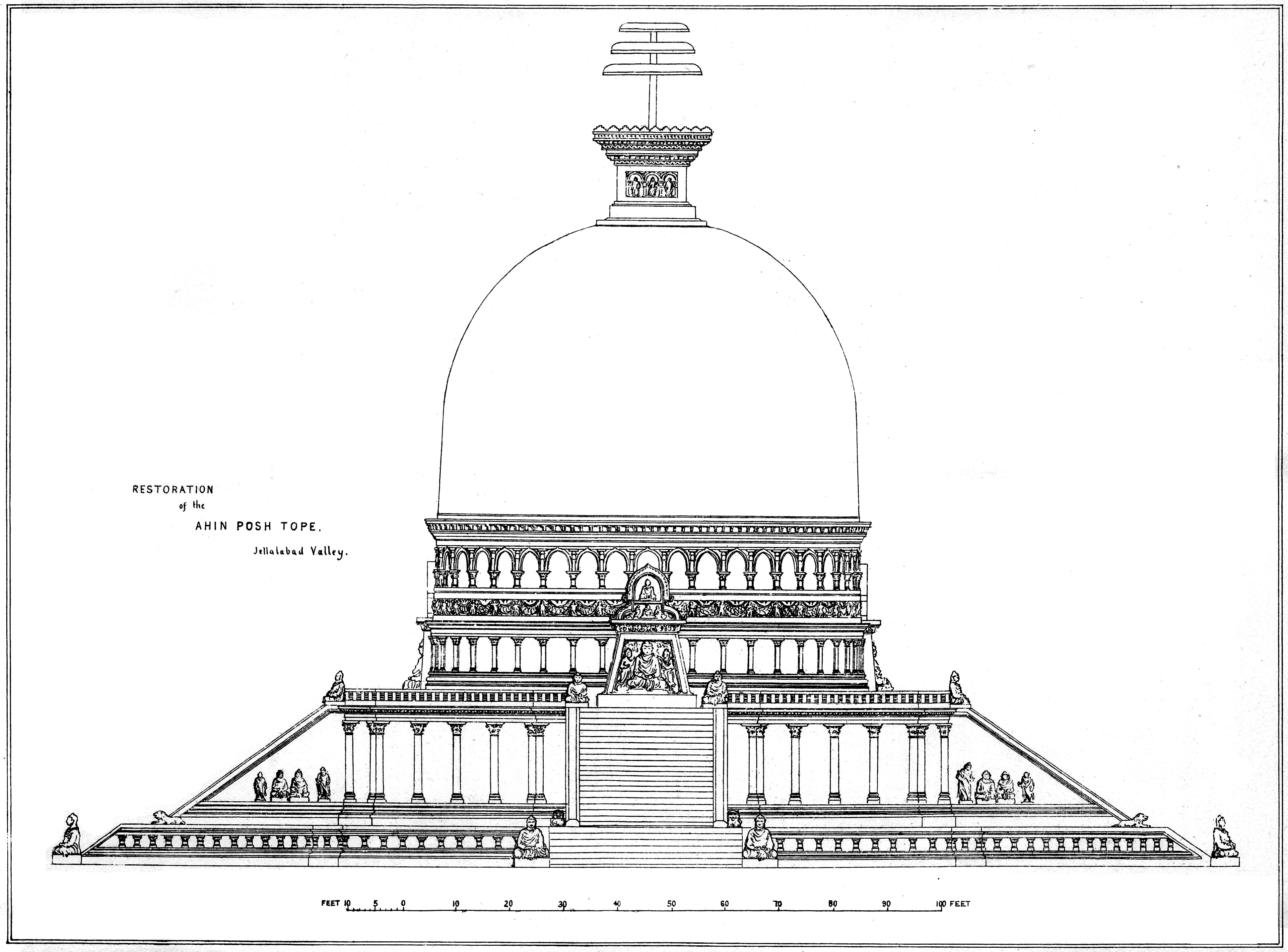
Ahin Posh stupa escavada e desenhada por William Simpson em 1878

## Publicações de (artigos selecionados)
- Simpson, William, 'A contribution to the History of Lithography', The Lithographer, 1854
- Simpson, William, 'The architecture of India', RIBA Trans. (Royal Institute of British Architects), May 1862, pp. 165–178.
- Simpson, William, 'Arkite Ceremonies in the Himalayas', Good Words, 1866, pp. 601–608.
- Simpson, William, 'Praying Machines', Good Words, 1867, pp. 845–850.
- Simpson, William, 'An artist's jottings in Abyssinia', Good Words, 1 October 1868, pp. 605–613.
- Simpson, William, 'Church architecture of Abyssinia', RIBA Trans, 1869, pp. 234–246.
- Simpson, William, 'The Royal Quarries', Palestine Exploration Fund, 1870, pp. 373–379.
- Simpson, William, 'Jerusalem', Society for Biblical Archaeology, 1872, pp. 310–327.
- Simpson, William, 'The architecture of China', RIBA Trans, 1873, pp. 33–50.
- Simpson, William, 'China's future place in Philology', Macmillan's Magazine. Nov. 1873, pp. 45–48.
- Simpson, William, 'Gangootree', Alpine Journal, May 1874, pp. 385–397.
- Simpson, William, 'Symbolism of Oriental Ornament', Royal Society of the Arts Journal, Vol. 22, 1874, pp. 488–494.
- Simpson, William, 'The Modoc Region', RGS Procs. Vol. XIX, 1874–75, pp. 292–302.
- Simpson, William, 'Ark-Shrines of Japan', Society for Biblical Archaeology, 1877, pp. 550–554.
- Simpson, William, 'Architecture in the Himalayas', RIBA Trans. (Royal Institute of British Architects), Jan. 1883, pp. 65–80.
- Simpson, William, 'In the trenches before Sebastopol', English Illustrated Magazine, December 1895.
- Simpson, William, 'Winter and Summer in the trenches of Sebastopol', English Illustrated Magazine, April 1896, pp. 33–42.

## Catálogos de exposições
- Watercolour Drawings of India, Thibet & Cashmire, catálogo da exposição, 1867.
- Underground Jerusalem, catálogo da exposição 1872.
- Round the World, catálogo da exposição 1874.
- India "Special", catálogo da exposição, 1876
- Catalogue of Exhibition of War Sketches by the late William Simpson, R.I., R.B.A., F.R.G.S. at Graves' Galleries, 6, Pall Mall, S.W. 1900.